# Фраат V (цар Парфії)

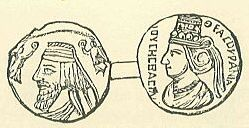
Фраат V і Муза

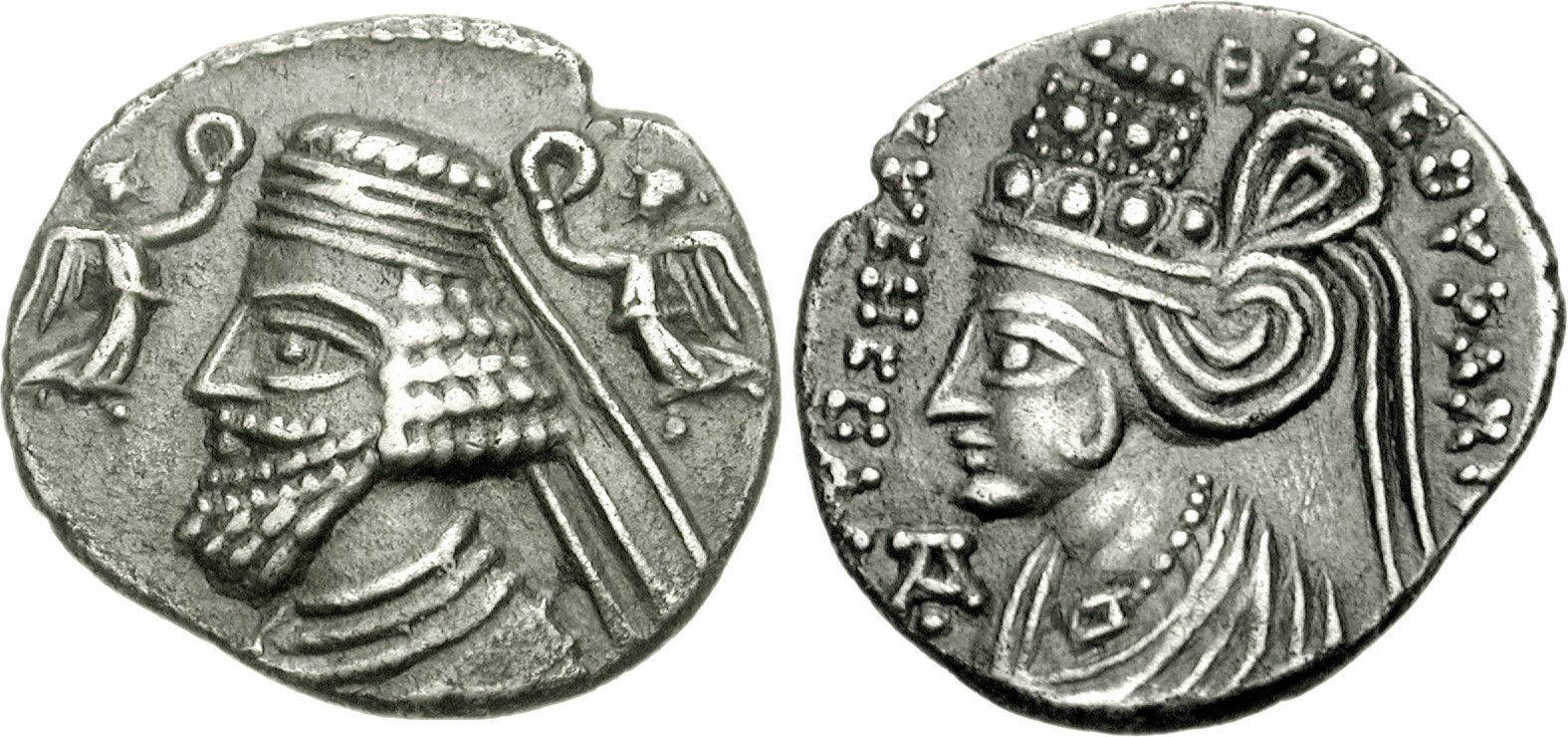
Фраат V і Муза

Фраат V (Фраатак) (парф. Frahāt / Frahātak) (2 до н. е. — 4 р.) — цар Парфії з династії Аршакідів.

## Життєпис
Молодший син Фраата IV, народжений від його дружини Музи, римлянки за походженням. У 2 році до н. е. після вбивства батька стає царем
Того ж року виник конфлікт з Римом з приводу претензій Парфії на Велику Вірменію. Після перемовин Фраата V з онуком Октавіана Августа — Гаєм — парф'янський цар відмовився від прав на Вірменію та погодився залишити своїх зведених братів у Римі..
Фраат V під тиском військової знаті мав намір розірвати мирну угоду з Римом. Але загроза римського вторгнення змусила Фраата V утриматися від цього та в 1 до н. е. підписати нову мирну угоду, за якою Парфія вдруге визнавала владу Риму над Вірменією.
У 2 н. е. Фраат V був повалений та убитий разом зі своєю матір'ю Музою парфянською знаттю, що стала співволодаркою сина. Їхні зображення почали карбувати разом. Звідси історики дійшли думки про шлюб між Фраатом та Музою. Тому приводом вважається, що приводом повалення царя було саме це одруження та сексуальний зв'язок зі своєю матір'ю, що вважалося неприйнятним у парфян.
Інформація щодо цього суперечлива й малодостовірна, найреальнішими причинами повалення й убивства Фраата V і Музи могли бути як його власне напівримське, так і повністю римське походження його матері, а також надмірні поступки Риму, що трактувалося їхніми симпатіями перед Римом. Разом з тим цей шлюб міг бути лише формальним за наполяганням самої Музи, яка намагалася зберегти вплив на сина й владу в Парфії.